# Civilization (singel Justice)
Civilization – pierwszy singel z drugiego studyjnego albumu francuskiego duetu Justice – Audio, Video, Disco.
Dwie minuty utworu pojawiły się w reklamie firmy Adidas, której reżyserem jest Romain Gavras. Gavras pracował wcześniej z Justice, nagrywając kontrowersyjny teledysk do ich piosenki "Stress" w 2008.
28 marca 2011 roku utwór został udostępniony do pobrania w serwisie iTunes.